# Dieulivol
Dieulivol (okzitanisch Dieu L’i Vòl) ist eine französische Gemeinde mit 335 Einwohnern (Stand: 1. Januar 2022) im Département Gironde in der Region Nouvelle-Aquitaine. Sie gehört zum Arrondissement Langon und zum Kanton Le Réolais et Les Bastides. Die Einwohner werden Dieulivolais genannt.

## Geographie
Dieulivol liegt etwa 57 Kilometer ostsüdöstlich von Bordeaux. Umgeben wird Dieulivol von den Nachbargemeinden Pellegrue im Norden und Nordwesten, Sainte-Colombe-de-Duras im Norden, Baleyssagues im Osten, Cours-de-Monségur im Süden, Monségur im Süden und Südwesten, Le Puy im Westen und Südwesten sowie Saint-Ferme im Westen und Nordwesten.

## Bevölkerungsentwicklung
| 1962                      | 1968 | 1975 | 1982 | 1990 | 1999 | 2006 | 2013 |
| ------------------------- | ---- | ---- | ---- | ---- | ---- | ---- | ---- |
| 419                       | 332  | 266  | 232  | 248  | 263  | 256  | 323  |
| Quelle: cassini und INSEE |      |      |      |      |      |      |      |

## Sehenswürdigkeiten
- Kirche Saint-Pierre aus dem 13. Jahrhundert, seit 1925 Monument historique

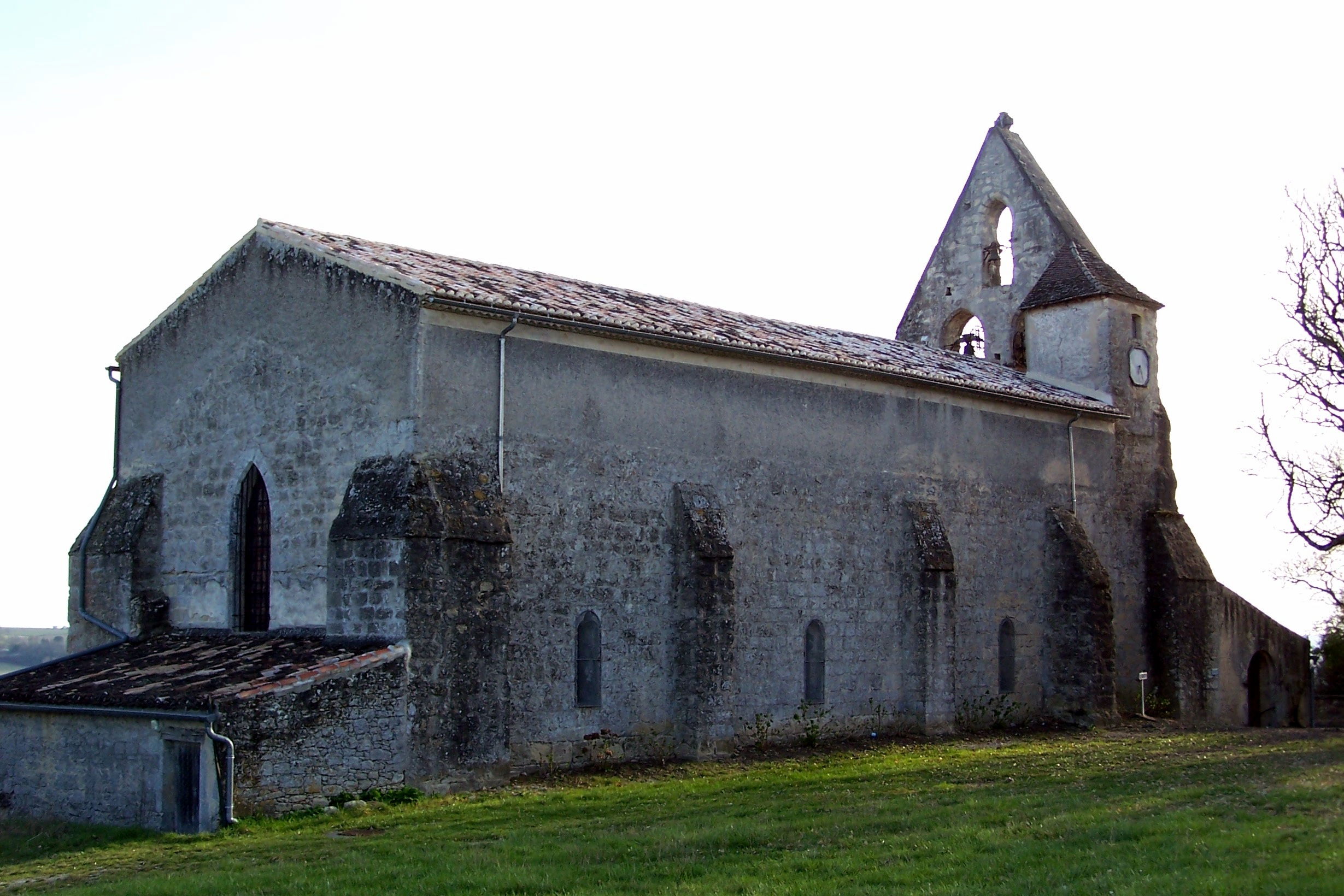
Kirche Saint-Pierre

- Buddhistisches Zentrum